# 山辺神社 (江津市)
山辺神社（やまのべじんじゃ、山邊神社）は、島根県江津市江津町（ごうつちょう）に鎮座する神社である。旧社格は村社。他の別名として江津祇園宮、御魂神社がある。

## 祭神
布都御魂、素戔嗚尊、稲田姫命を主祭神とし、五男三女神を配祀する。

## 歴史
『延喜式神名帳』石見国那賀郡に記載されている「山辺神社」に比定される。社伝によれば白雉3年（652年）に石上神宮の分霊を勧請したとされる。
祇園信仰はのちに習合したものとされ、東向寺（現存）の僧侶が別当を務めた。
明治6年（1873年）に村社に列格した。昭和47年（1972年）7月の豪雨により社殿が崩壊し、同50年に再建された。同51年7月に神社本庁指定の別表神社となったが、平成10年（1998年）に神社本庁との包括関係を解消している。

## 祭事
例祭の祇園大祭は7月の第3日曜日（かつては14日）に行われ、特殊神事としてホーランエー（ホーランエンヤ、ホーラエッチャ）と呼ばれる水上渡御が4年に1度行われる。

## その他
宝物として堀江友声の筆となるとされる『古事記絵詞』がある。

### 周辺
- 東向寺 – 江津町164。高野山真言宗[3]
- 觀音寺 – 江津町98。臨済宗東福寺派[4]
- 西曉寺 – 江津町130。浄土宗
- 圓覺寺 – 江津町168。浄土真宗本願寺派
- 本光寺 – 江津町本町21。日蓮宗[5]
- 江津本町駅